# Tarte à la crème
Cet article concerne la pâtisserie tarte à la crème. Pour tarte à la crème projectile, voir Entartage. Pour les autres significations, voir Tarte à la crème (homonymie).
Une tarte à la crème est une pâtisserie faite d'une pâte garnie de crème double, ou de crème pâtissière.

## Singularité

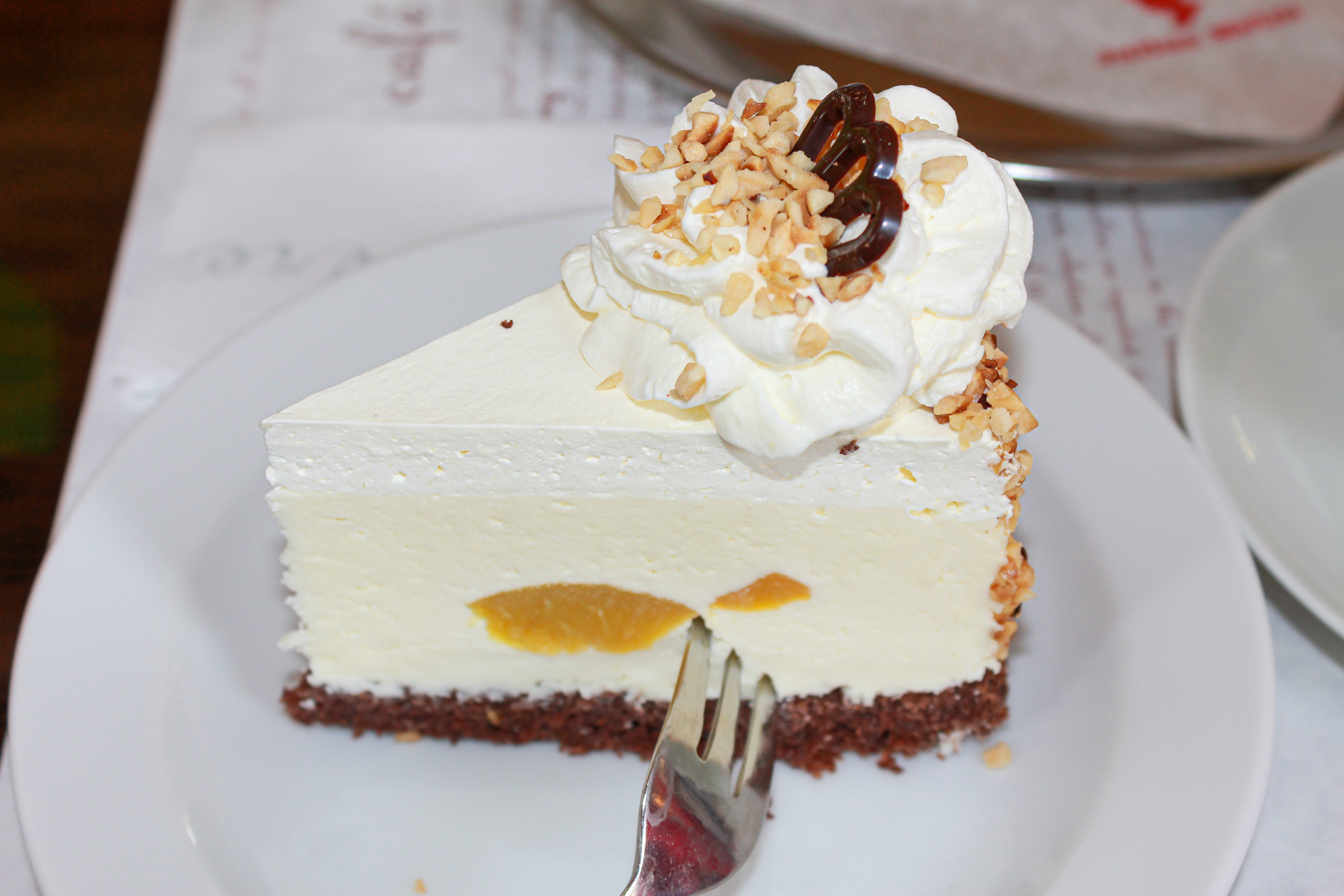
Käsesahnetorte (Prague)

La tarte à la crème qui est plate, sur une pâte fine, « de deux doigts » au plus de hauteur et exclusivement garnie de crème sucrée, ou de crème pâtissière n'a pas d'équivalent exact car c'est une tarte et non un gâteau  :  La Sahnetorte correspond à un gâteau souvent épais, dont la Käsesahnetorte, et sa version autrichienne Topfenoberscremetorte, est un gâteau à la crème sur base de génoise avec une crème au fromage,. La Slagroomtaart hollandaise est haute avec une finition crème fouettée et fruits. L'anglais cream pie de même recouvre de nombreux gâteaux à la crème pâtissière parfois finis à la crème fouettée, qui peuvent être des flans; le gâteau aux trois laits (torta de tres leches) d'Amérique latine est un édifice de génoise avec des crèmes au lait . La torta de nata colombienne est une galette à la crème . Les Cremeschnitten (tranches de crème) dont la kremna rezina slovène sont des superpositions de pâte feuilletée, crème pâtissière et crème fouettée, la kremna rezina croate contient de la meringue, la Napoleonka polonaise superpose pâte feuilletée, crème fouettée, crème au beurre, crème pâtissière à la vanille. 

Ne pas confondre la tarte à la crème avec les galettes à la crème qui sont des galettes dont la pâte contient un peu de crème. La tarte au lait se fait comme une tarte à la crème mais pour donner de la tenue au lait sucré il faut ajouter de la farine et de la fécule. Les œufs dominent dans le flan, y compris sous forme de tarte : le flan pâtissier, lui aussi sucré. La quiche en revanche est salée et souvent garnie.

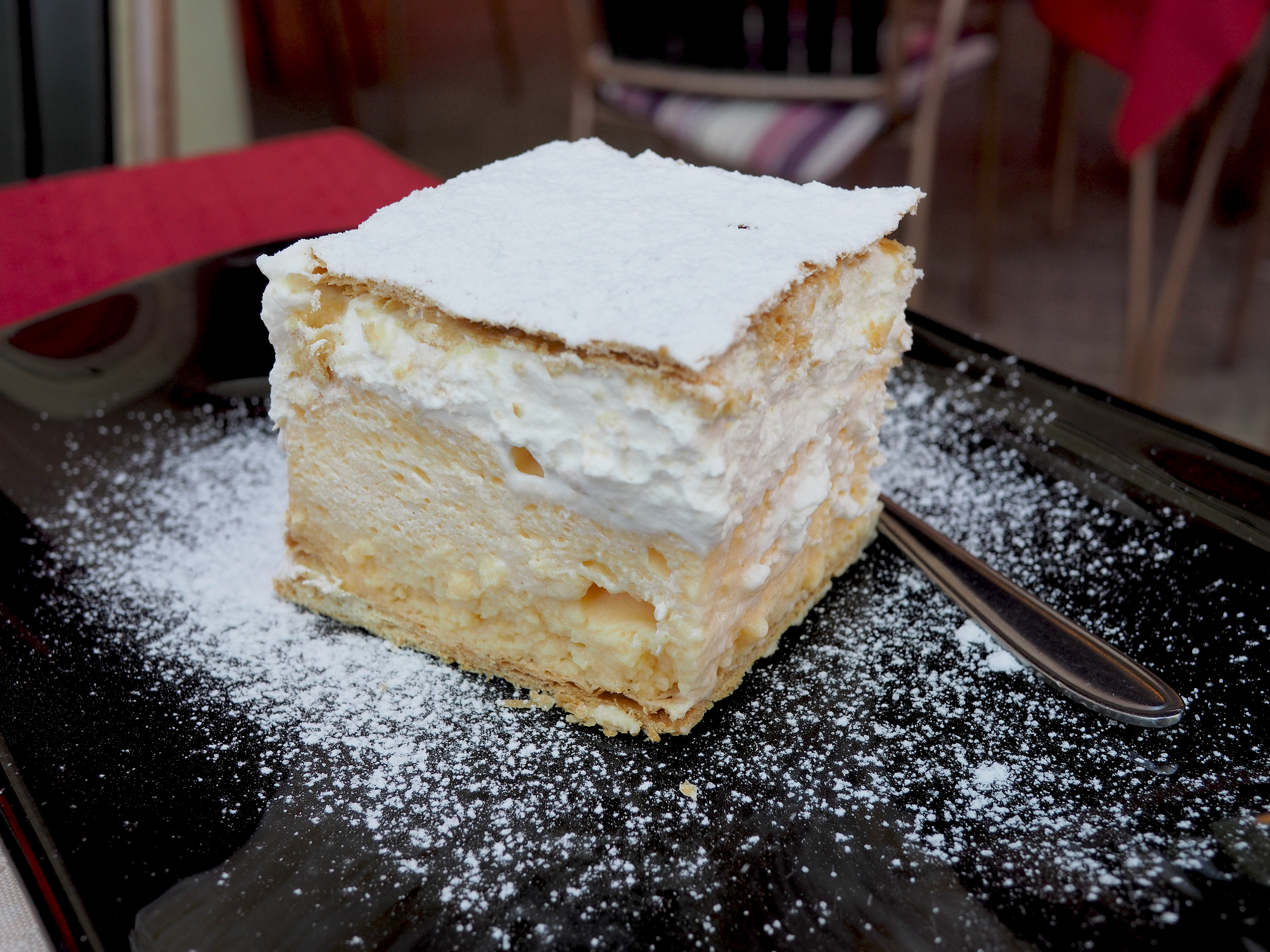
Cremeschnitte

## Les tartes à la crème classiques avec ou sans œufs.

### La pâte
Il existe différents usages. Chez Pierre Quentin, chez  Auguste Colombié et sur la plupart des agrégateurs actuels de recettes francophones, les tartes à la crème sont faites avec une pâte feuilletée.
En Suisse, elles sont plutôt faites avec une pâte brisée simple. Il existe aussi des variantes utilisant une pâte brisée à laquelle on rajoute un œuf, comme chez Emile Dumont, ou bien du sucre rapprochant la pâte d'une pâte sablée.
Dans tous les cas la pâte doit être fine.
La tarte tropézienne est une pâte à brioche fourrée à la crème pâtissière et à la crème au beurre, elle n'est pas une tarte au sens propre.

### Tarte à la crème pâtissière
Bien que la tarte à la crème soit une pâtisserie ancienne (notamment en Picardie où on en servait aux assemblées de sociétés pour cela nommées tartarins), sa recette apparait tardivement dans les textes .   
Louis Liger en 1700 indique une pâte de l'épaisseur d'un écu, couverte de crème pâtissière, cuite au four, sucrée et avec quelques gouttes de fleur d'oranger. Pierre-Joseph Buc'hoz en 1787 décrit une crème pâtissière (blanche, sans jaune d'œuf): lait, sucre, blancs d'œufs bien fouettés, un peu de farine, un peu d'eau de fleur d'orange («on en mange en très-petite quantité  car elle est lourde de son naturel») . La recette n'évolue pas par la suite. En 1859, La Maison rustique des dames indique qu'on peut aussi l'aromatiser à la vanille . Urbain Dubois au citron . Grimod de La Reynière (1806) signale avoir mangé le 6 janvier une tarte à la crème à la pistache issue du four d'un des grands maitres de l'art . 

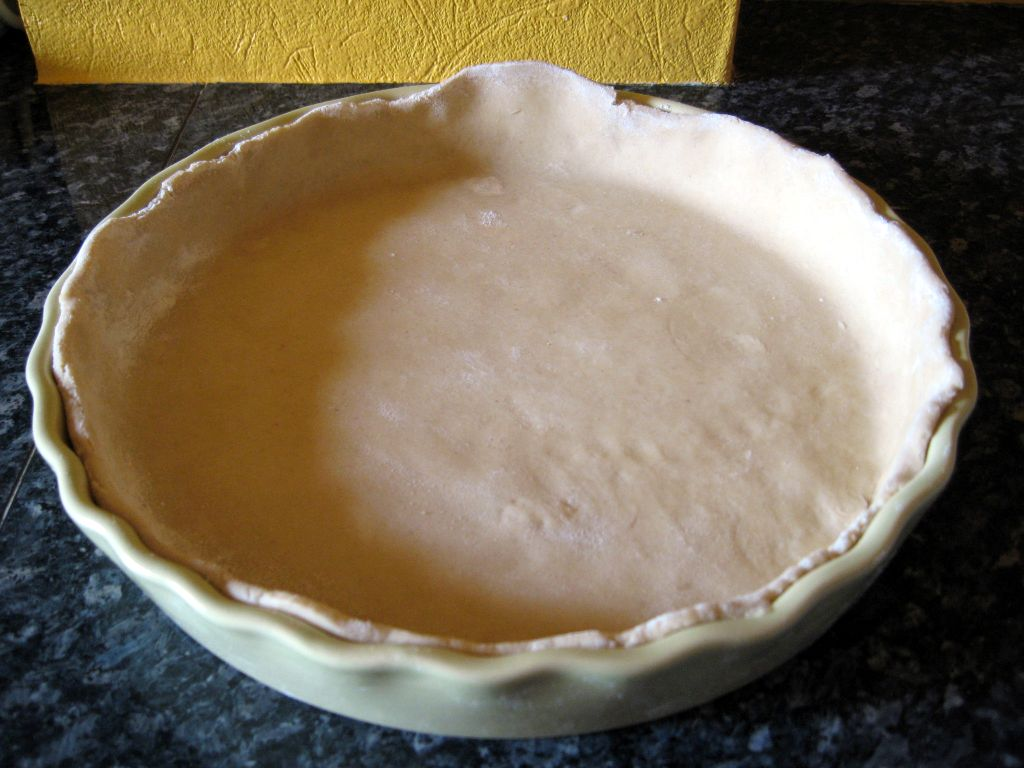
abaisse de pâte brisée

### Tarte à la crème double sucrée, spécialité vaudoise
La tarte à la crème ou gâteau à la crème est une spécialité généralement sucrée de la Suisse romande. Les tartes à la crème se font dans le Jura, le pays de Vaud (pâte levée) et le canton de Fribourg, la version neuchâteloise se rencontre avec des œufs ou avec du lait concentré sucré ,.  Mais aussi salée : la salée au sucre de Goumoëns (pâte levée), la fine salée de Corcelles. Elle se fait sur une pâte brisée (parfois un peu sablée, parfois levée) avec de la crème double (50 %) de la région de la Gruyère, sucrée (si cette crème n'est pas disponible, Bernard Laurance la remplace par 50 % de mascarpone 50 % crème fraiche épaisse),. Deux chefs suisses ont donné les versions canoniques :

#### La tarte à la crème deFredy Girardet
La pâte contient de la levure chimique, du lait, du sucre, du beurre. L'abaisse de pâte est recouverte de sucre et de farine, sur lesquels on verse la crème double, de la cannelle, et des copeaux de beurre. Cuisson à 230 °C.

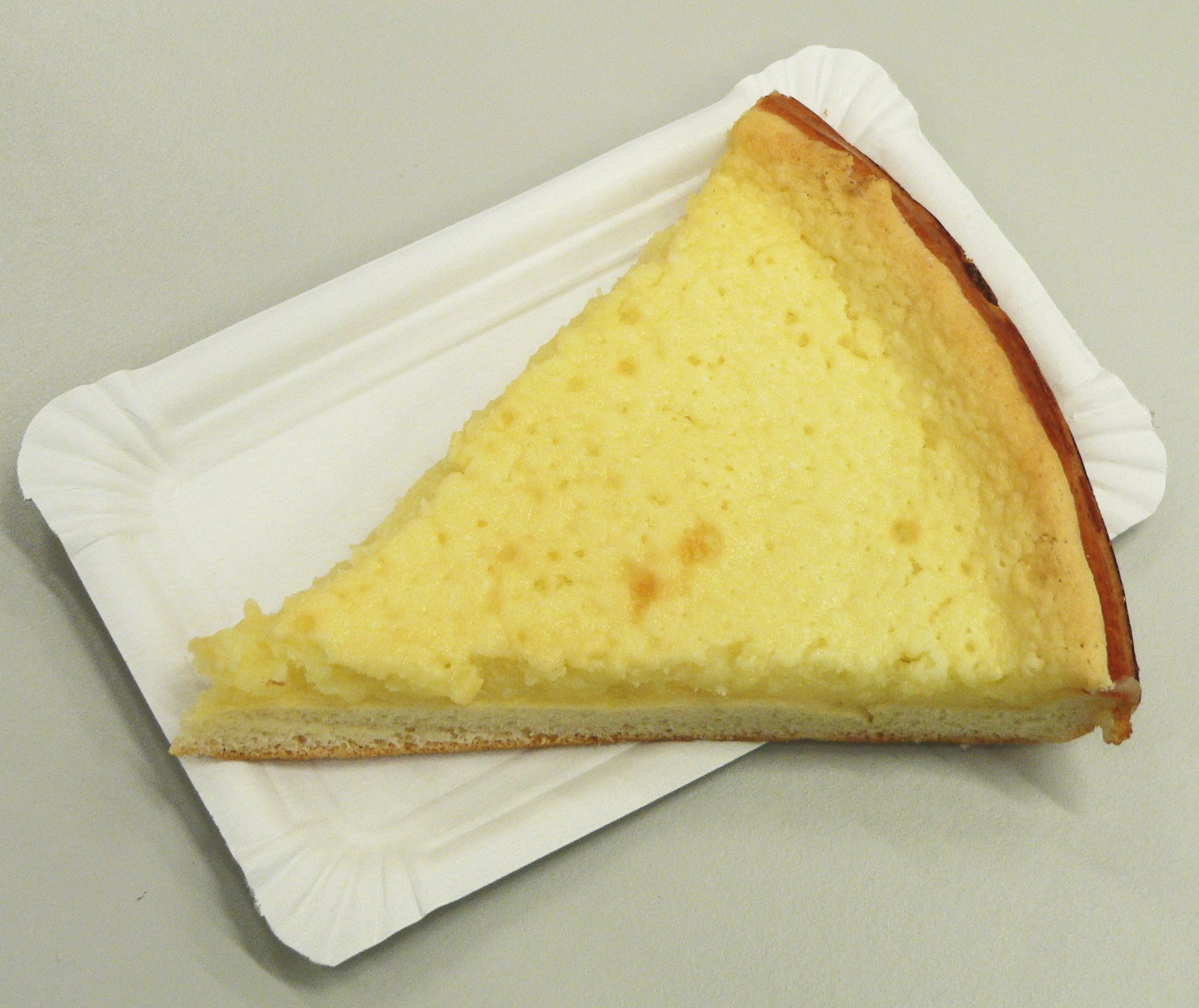
Salée au sucre vaudoise

#### La tarte à la crème de Michel Vidoudez
Recouvrir la pâte brisée de farine, sucre et cannelle. Etaler la crème double. Cuisson à four moyen (220 °C) .

## Les variantes, ancêtres et nouveautés

### La tarte à la crème canadienne
ou tarte à la crème aigre sur pâte brisée avec ou sans œufs ,. Certaines de ces tartes sont sucrées au sirop d'érable : tarte à la crème au sirop d'érable sur pâte brisée ou sur pâte à brioche (Bas Saint-Laurent) ,

### La tarte à la Chantilly
ou tarte à la crème fouettée, est une création du pâtissier Benoît Castel, une pâte sucrée avec poudre d'amande est couverte de crème pâtissière puis d'une crème Chantilly vanillée . La Banana cream tart ou Banana cream pie (en) est un classique américain (à la crème fouettée avec des tranches de banane ou à la crème pâtissière avec banane et nappage à la Chantilly),

### La tarte à la crème anglaise
La crème anglaise est une crème pâtissière liquide épaisse, cette tarte, sur pâte sablée est servie chaude en Angleterre .

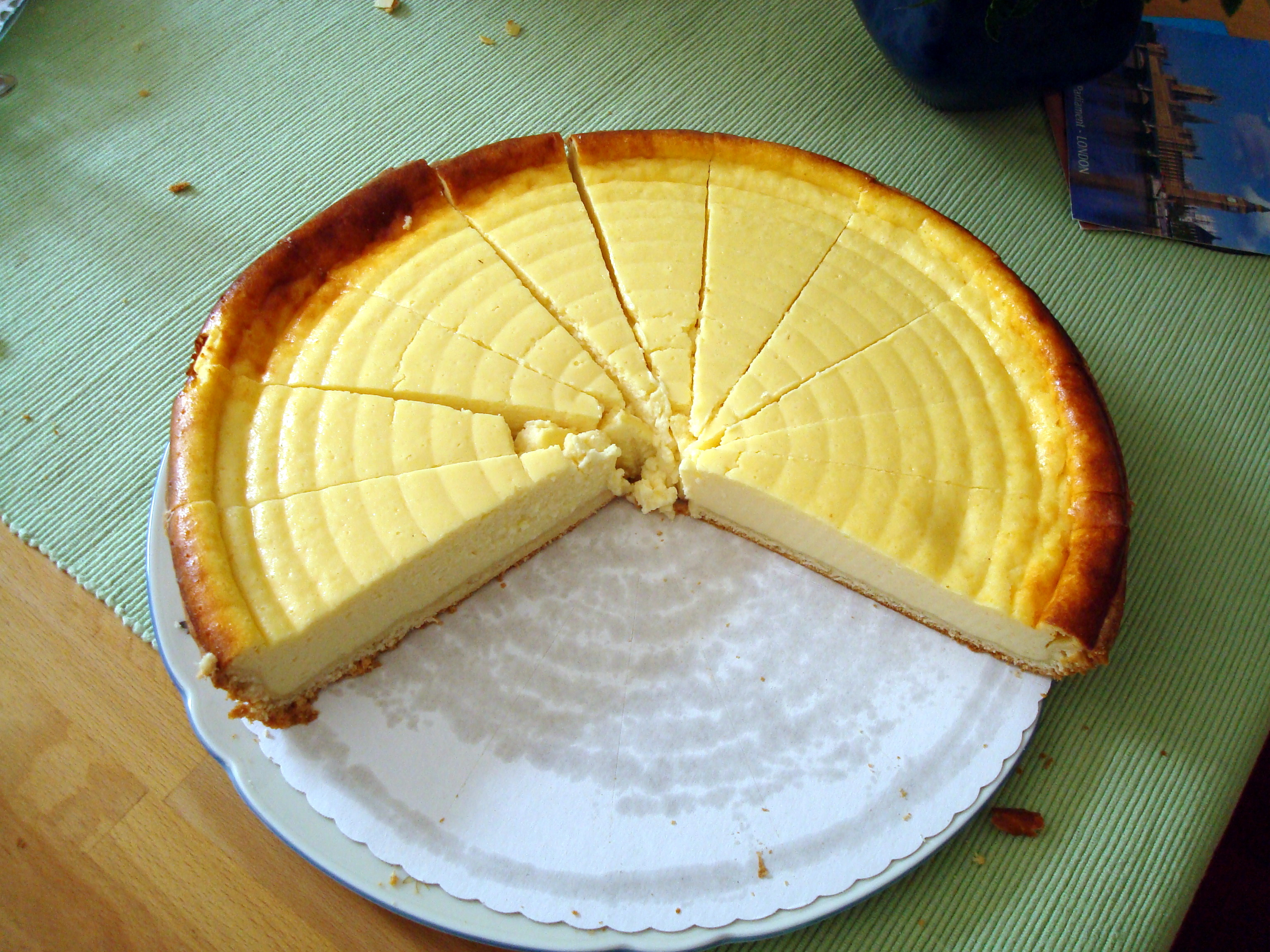
Käsekuchen : tarte à la crème au fromage frais

### La tarte au me’gin, les Käsesahnetörten: crème et fromage frais
La tarte au me'gin est une tarte sucrée à la crème, aux œufs et au fromage blanc, version sucrée d'une quiche. Elle fait partie de ces tartes au fromage à la crème (20 % minimum selon la législation allemande pour les SahneKremtörten) qu'on rencontre de Lorraine à l'Autriche: Käskuche, Käsesahnetorte, Quark-Sahnetorte, Topfenoberscremetorte qui sont cuites sur pâte levée, brisée, génoise, feuilletée (en Hollande),,. Le Quark ou séré en Suisse est une sorte de fromage blanc qui entre dans ces Käse-Sahne-Törten.

## Anthologie

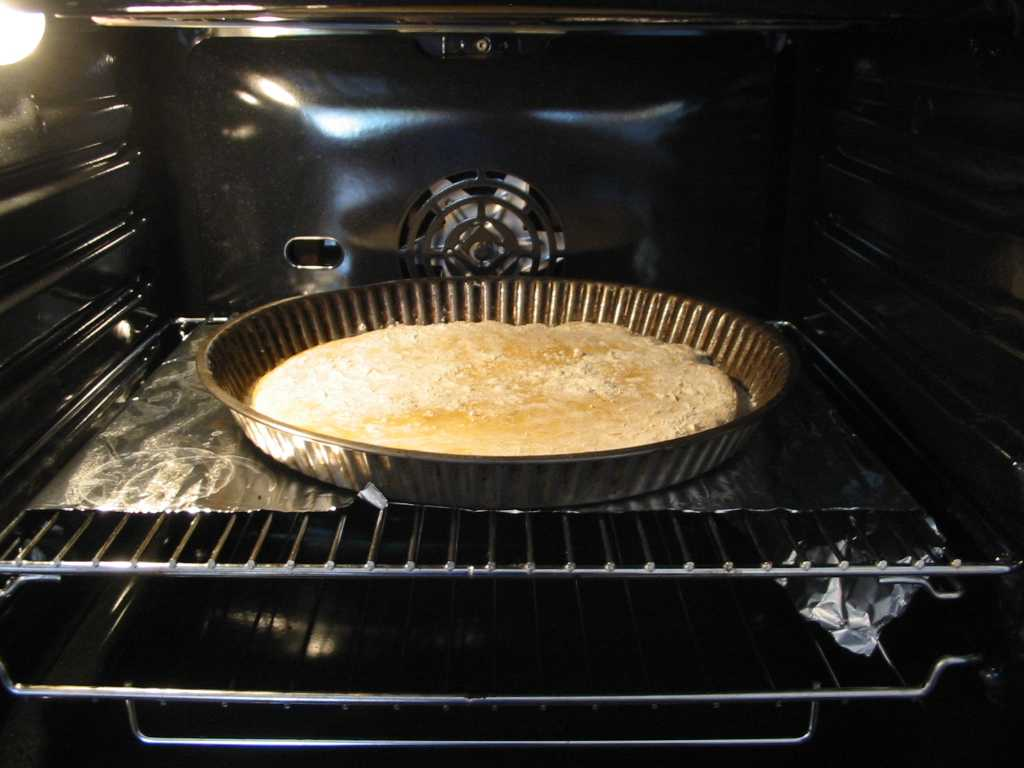
enfourner une tarte

### Le supplice de la tarte à la crème
Dans Les mille et une nuits

« Si tu peux manger toute cette tarte à la crème qui est sur cette table, je serai persuadé que tu dis la vérité. Schaban, quoiqu'il en eut jusqu'à la gorge, se soumit à cette épreuve, il prit un morceau de tarte à la crème ; mais il fut obligé de le retirer de sa bouche, car le cœur lui souleva. Il ne laissa pas pourtant de mentir encore en disant qu'il avait tant mangé le jour précèdent, que l'appétit ne lui était pas encore revenu. Le Vizir irrité de tous les mensonges de l'Eunuque et convaincu qu'il était coupable, le fit coucher par terre et commanda qu'on lui donnât la bastonnade. Le malheureux poussa de grands cris... »

### Poétique de la tarte à la crème
Contes flamands et wallons, Camille Lemonnier.

« Une tarte à la crème brillait parmi les meringues comme une lune dans un ciel nébuleux, et les pâtés qui étaient rangés sur des assiettes ressemblaient aux satellites de cette belle tarte à la crème... Le pauvre vagabond s'arrêta longtemps devant les merveilles du pâtissier : il n'avait jamais rien vu d'aussi beau. Il se baissait, se haussait, se penchait à droite, se penchait à gauche, pour mieux voir, par les trous noirs qu'il faisait avec son haleine dans le givre, les tartes, les crèmes, les pâtés et les bonbons. Il sautait tantôt sur une jambe tantôt sur l'autre et frappait ses vieilles semelles sur le trottoir en chantant entre ses dents un air du pays. »

### La parabole de la tarte à la crème
Le Guide-mascarade de l'étranger en politique de Jacques Barbier (1874) est un parabole où la tarte à la crème est un symbole de discorde du monde politique :

« II y avait une fois une brave femme affligée de quatre enfants... Leur nourriture surtout était le sujet perpétuel de discussions et de scènes violentes. Le premier n'aimait que la tarte à la crème, le second que la tarte aux cerises, le troisième que la tarte aux fraises... Malgré cette diversité, il eut été possible encore de s'entendre... Mais point ! L'amateur de la tarte à la crème, non seulement la réclamait pour lui, mais encore entendait la faire avaler de force aux autres... »

## Miscellanées
- « Les pièces de pâtisserie que nous appelons ordinairement des gâteaux et des tourtes, sont plutôt des tartes. La tarte n'est point couverte par-dessus, ou son couvercle est découpé ou composé de bandes de pâte.[] Du reste, on ne dit pas, tourte aux pigeonneaux, à la moelle, aux épinards, aux confitures ; on dit, tourte de pigeonneaux, de moelle, d'épinards, de confitures. On dit cependant, tarte à la crème » [40]. Observations sur le langage du pays de Vaud. Emmanuel Develey, Lausanne, Higou. 1808
- « On vient de mettre sous presse un nouveau Dictionnaire étymologique de la langue française. L'auteur prétend prouver par des analogies grammaticales, que les tartes et les tartines sont de l'invention des Tartares, et que c'est surtout aux Tartares de la Crimée que nous devons les tartes à la crème ». Mercure de France (1819) [41].